# Wielka Sucha Dolina
Die eiszeitlich durch Gletscher geformte Wielka Sucha Dolina ist ein Tal in der polnischen Westtatra in der Woiwodschaft Kleinpolen. Es befindet sich auf dem Gemeindegebiet von Kościelisko im Powiat Tatrzański.

## Geographie
Das Tal ist ein Seitental der Dolina Chochołowska.

## Etymologie
Der Name lässt sich übersetzen als „großes trockenes Tal“.

## Flora und Fauna
Das Tal liegt unterhalb der Baumgrenze und wird von Nadelwald bewachsen. Das Tal ist Rückzugsgebiet für zahlreiche Säugetiere und Vogelarten.

## Panorama

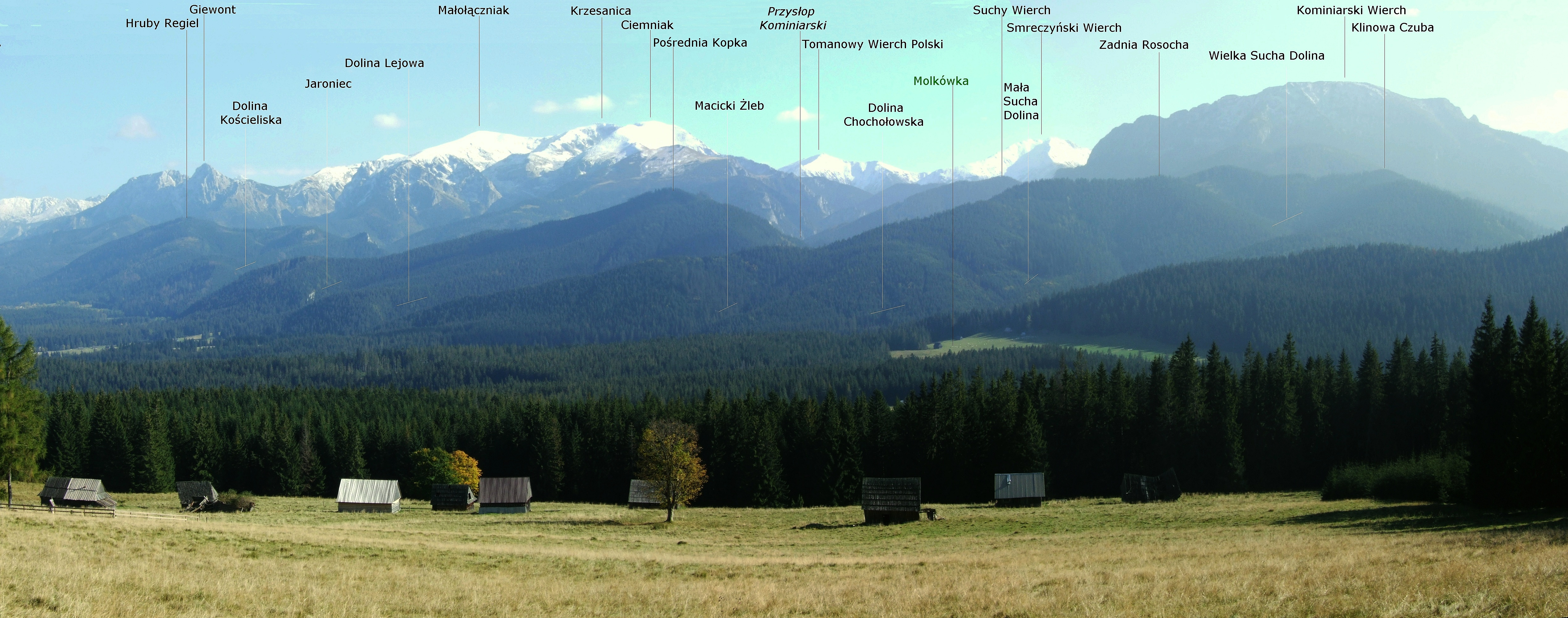
Blick vom Przysłop Witowski

## Klima
Im Tal herrscht Hochgebirgsklima.